# Associazione italiana di cultura classica
L'Associazione italiana di cultura classica (in sigla, AICC oppure, meno comune ma utilizzato, A.I.C.C.) è una delle oltre ottanta associazioni di studi classici presenti in più di sessanta paesi. L'AICC è affiliata alla Féderation Internationale des Associations d'Études Classiques (FIEC), a sua volta filiazione dell'UNESCO.

## Storia
Nasce come Società italiana per la diffusione e l'incoraggiamento degli studi classici nel 1897, a Firenze, per iniziativa di un gruppo di studiosi del mondo classico. Tra i fondatori, il papirologo Girolamo Vitelli ed il filologo Felice Ramorino. Nel 1950, per volontà dell'archeologo Amedeo Maiuri, assume l'attuale denominazione. L'organo ufficiale dell'Associazione sin dalla sua nascita è la rivista Atene e Roma. Alla rivista, dal 2010, si è aggiunta la collana I Quaderni di «Atene e Roma». L'AICC consta di più di sessanta delegazioni locali distribuite su tutto il territorio italiano.